# Delići

Delići (italienska: Delici) är en by i kommunen Vrsar i Kroatien. 2001 hade den 21 invånare.